# Joel Brand
Joel Brand (Năsăud, Rumunjska, 25. travnja 1906. – Bad Kissingen, Njemačka, 13. srpnja 1964.) bio je mađarski Židov, koji je spašavao Židove u Drugom svjetskom ratu.
Bio je vodeći član Odbora za pomoć i spašavanje (Va'ada Ezra ve'Hatzalah, ili Va'ada), podzemne cionističke skupina u Budimpešti, koja je spašavala Židove iz dijelova Europe okupiranih od nacista tijekom holokausta, koji su dolazili u Mađarsku, gdje su imali relativnu sigurnost. Kada je Njemačka u ožujku 1944. napala Mađarsku, Brand je postao poznat po svojim naporima da spasi židovsku zajednicu od deportacije u koncentracijski logor Auschwitz u Poljskoj pod okupacijom Njemačke.
U travnju 1944. susreo se s Adolfom Eichmannom, njemačkim časnikom SS-a, koji je stigao u Budimpeštu kako bi organizirao deportacije. Eichmann je predložio da Joel Brand bude posrednik dogovora između SS-a i Sjedinjenih Američkih Država ili Britanije, u kojem bi nacisti zamijenili milijun Židova za 10 000 kamiona za istočni front i velike količine čaja i druge robe. Bio je to najambiciozniji niz takvih dogovora između SS-a i židovskih vođa. Eichmann ga je nazvao "Blut gegen Waren" ("krv za robu").
Ništa nije bilo od prijedloga koji je The Times iz Londona nazvao jednom od najgorih priča o ratu. Povjesničari su smatrali, da su SS-ovci, uključujući i njegovoga zapovjednika Heinricha Himmlera, koristili pregovore kao pokriće za mirovne pregovore sa zapadnim Saveznicima kako bi isključili Sovjetski Savez, a možda čak i Adolfa Hitlera. Bez obzira na svrhu, prijedlog je spriječila britanska vlada. Uhvatili su Joela Branda u Alepu (tada pod britanskom kontrolom), gdje je otišao predložiti Eichmannovu ponudu organizaciji Židovskoj agenciji. Završilo je nakon što su Britanci sve otkrili medijima.
Neuspjeh prijedloga i šire pitanje zašto Saveznici nisu mogli spasiti 435,000 mađarskih Židova deportiranih u Auschwitz između svibnja i srpnja 1944. postali su predmetom ogorčenih rasprava dugi niz godina. Godine 1961. časopis Life naziva Branda "čovjekom koji živi u sjeni sa slomljenim srcem". On je u jednom intervjuu rekao neposredno prije svoje smrti 1964. godine: "Životna nesreća stavila je sudbinu milijun ljudskih bića na moja ramena. Jedem i spavam i mislim samo na njih."